# Костел Успіння Пресвятої Богородиці (Рудки)

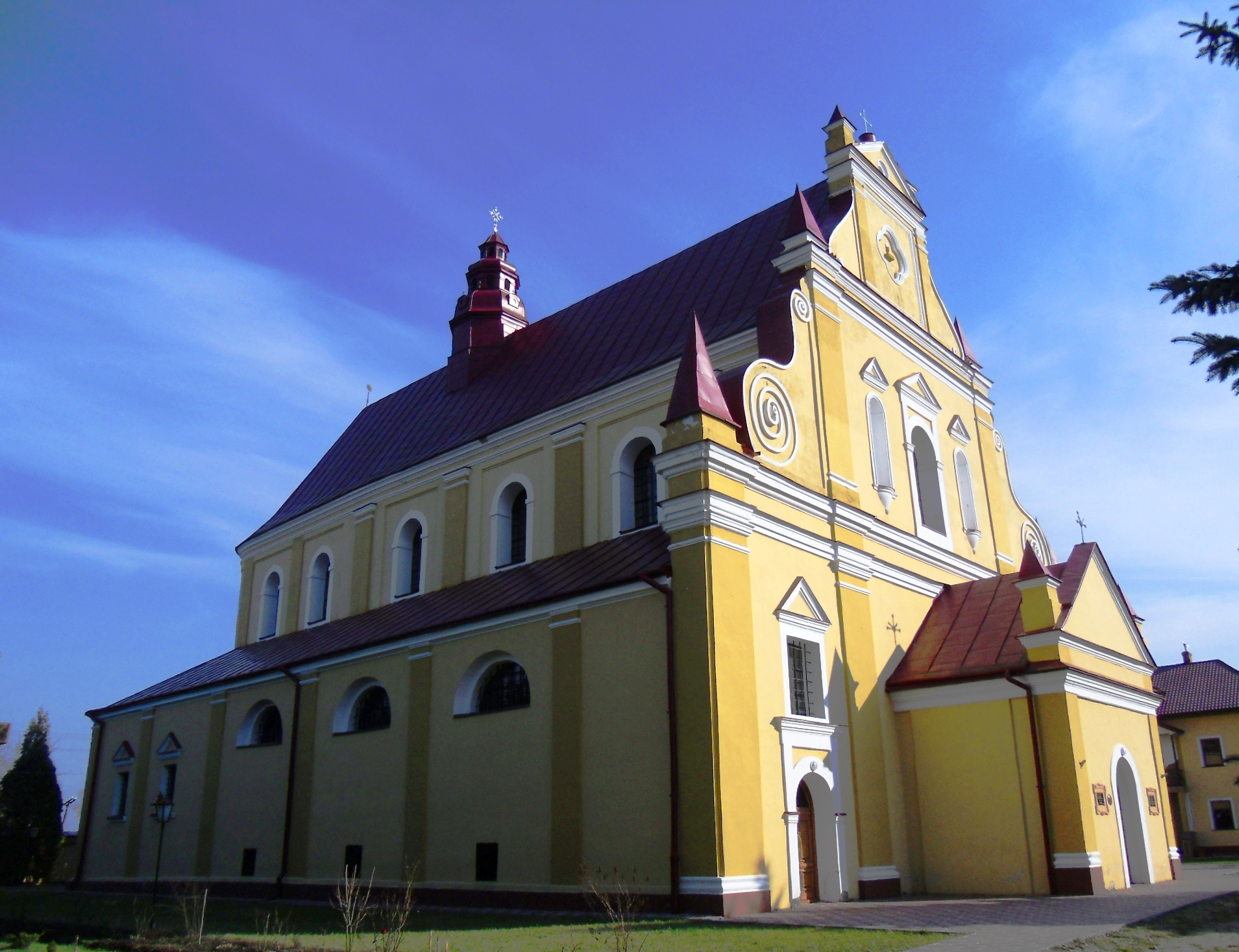

Костел Внебовзяття Пресвятої Діви Марії в Рудках (пол. Kościół Wniebowzięcia Najświętszej Maryi Panny) — культова споруда, санктуарій Матері Божої Львівської архідієцезії РКЦ в Україні в місті Рудки (нині Самбірський район, Львівська область, Україна).
1876 року в крипті костелу був похований дідич Рудок Александер Фредро — дід митрополита Андрія Шептицького.

## Історія
Близько 1435 року в Рудках (на той момент — присілку Бенькової Вишні) виник та був освячений дерев'яний храм і латинська парафія фонду Андрія св. Адальберта Празького (Войцеха), підпорядкована Перемишльській єпархії. Близько 1550 року храмом заволоділи протестанти, перетворивши його на кальвінський збір та знищивши храмові привілеї.
У 1612 році Юрій Чурило передав до храму православну ікону Богоматері першої половини XVI століття, випалену на Кримських церквах на Поділлі (за іншими даними, із села Желізниця (пол. Żeleznica)). У наступні століття ікона була шанованою як у католиків, так і православних.
У 1655 році Анджей, підкоморій Сянік, син власника Рудок Єжи й Зофії Фредрів, почав будівництво нового храму. Роботу перервав шведський потоп. У 1660 році Анджей з Грудова, канонік хелмінський, пробощ у Рудках, дідич Підгайчиків, Рудок, Вістовичів, записав фонд для 4 вікаріїв при костелі. Кам'яний храм побудований у 1728 році коштом жидачівського чесника Міхала Урбанського й освячений у 1841 році. 2 липня 1921 року єпископ у Перемишлі Юзеф Пельчар (вважається святим) увінчав образ Рудківської Божої Матері.
Навесні 1946 року у будинку відкрили сховище продовольства і ветеринарну аптеку. Ікону шляхом контрабанди вивезли до семінарії в Перемишль. У 1950 році її відреставрували. У 1961 році ікона була повторно освячена єпископом Франциском Бардою. У 1968 році образ був переданий церкві в село Ясен, де створювався марійський центр. Інтронізацією керував кардинал Кароль Войтила. У ніч з 7 на 8 липня 1992 року чудотворний образ був викрадений.
У грудні 1995 року в Рудках з'явилась копія зображення, яку 2 липня 1996 року затвердив архієпископ Мар'ян Яворський. Цього ж дня 2003 року церкву оголошено Святилищем Рудківської Богоматері.

## Опис
Храм є тринавною базилікою, яка може вмістити близько 2000 людей.
Як і костели святого Мартина (Семенівка), Святої Трійці (Устя-Зелене) і святого Лаврентія (Радимно) споруда вирізняється скромними лінійними архітектонічними поділами.

## Світлини

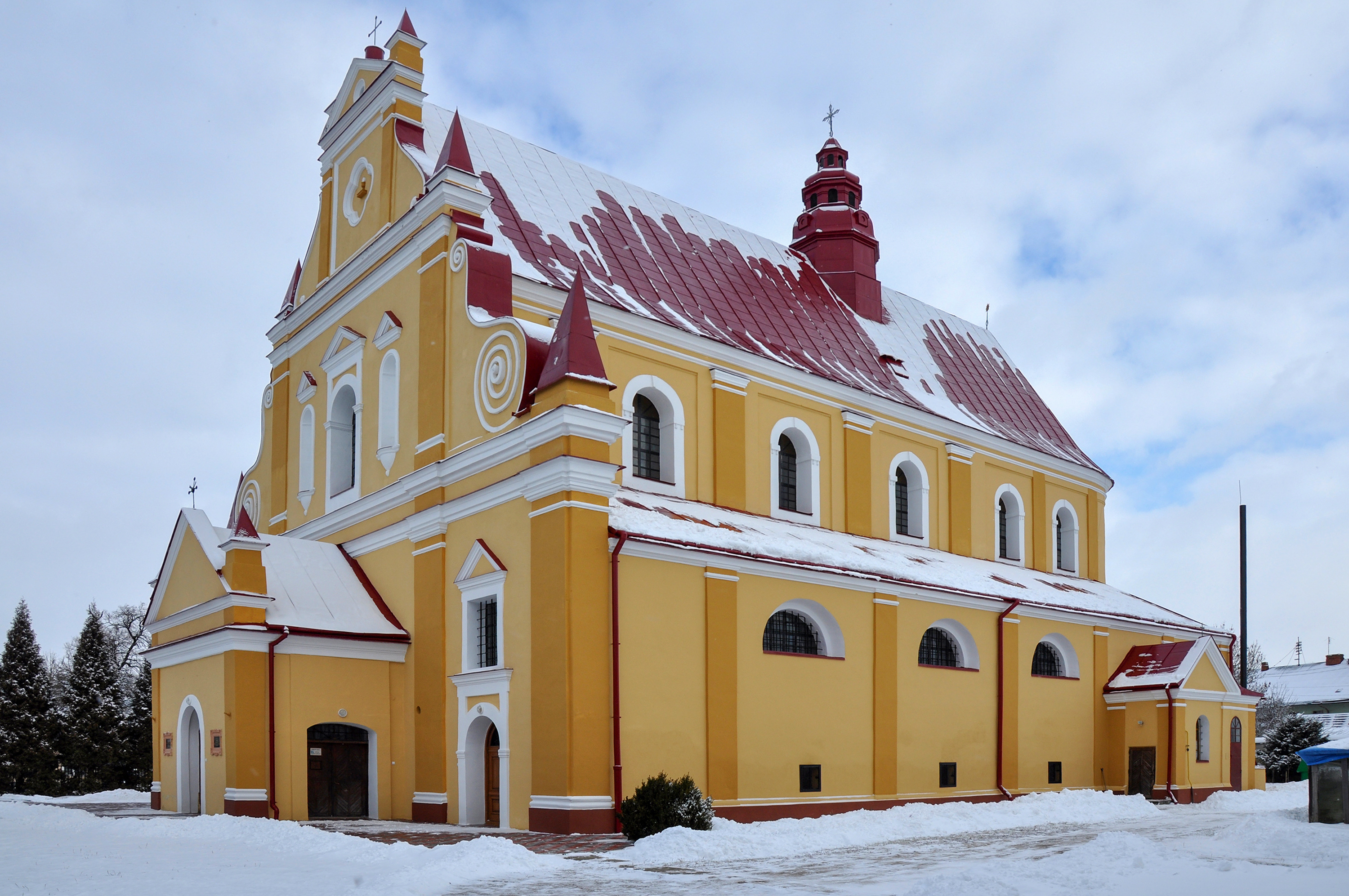
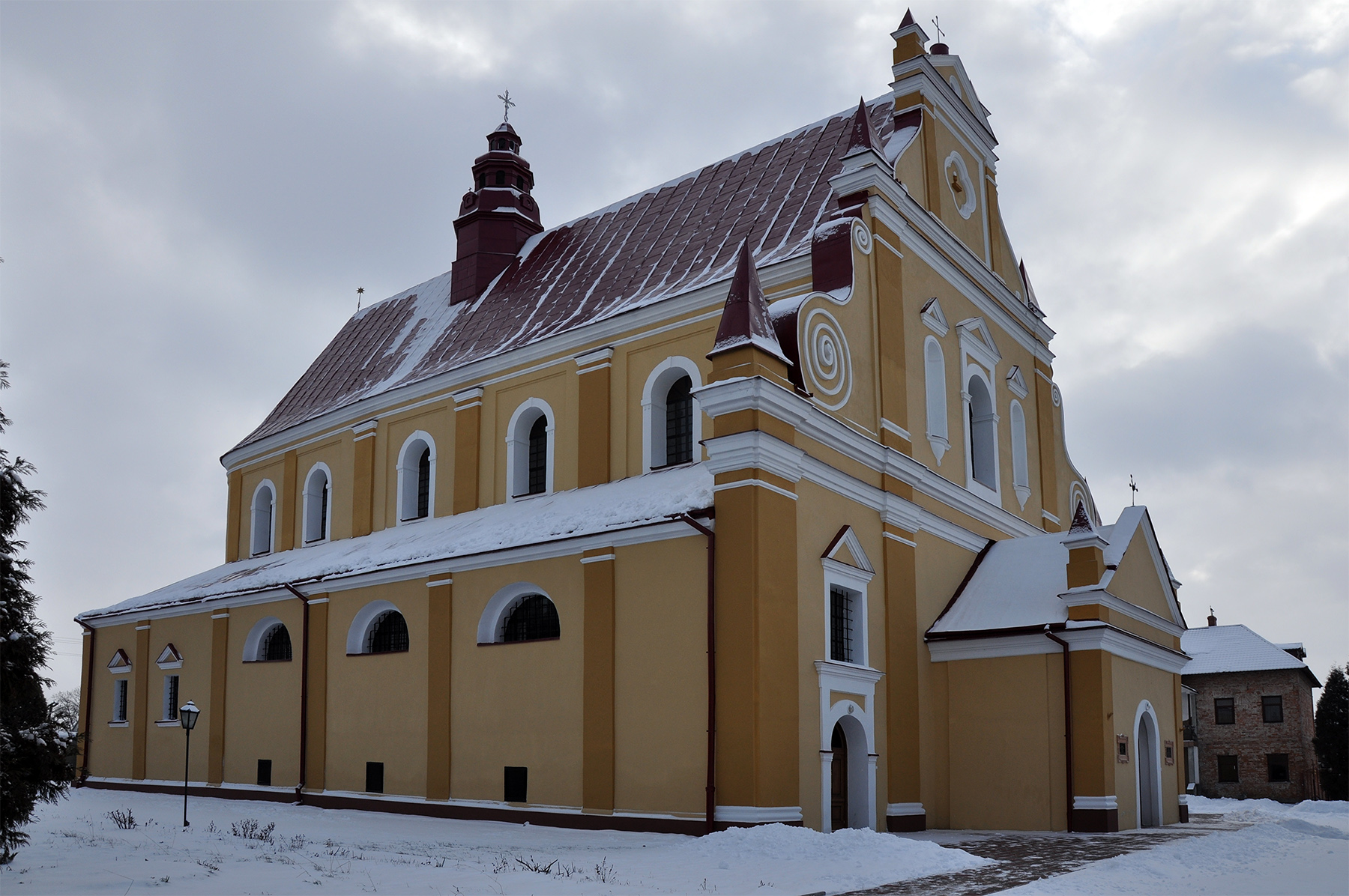
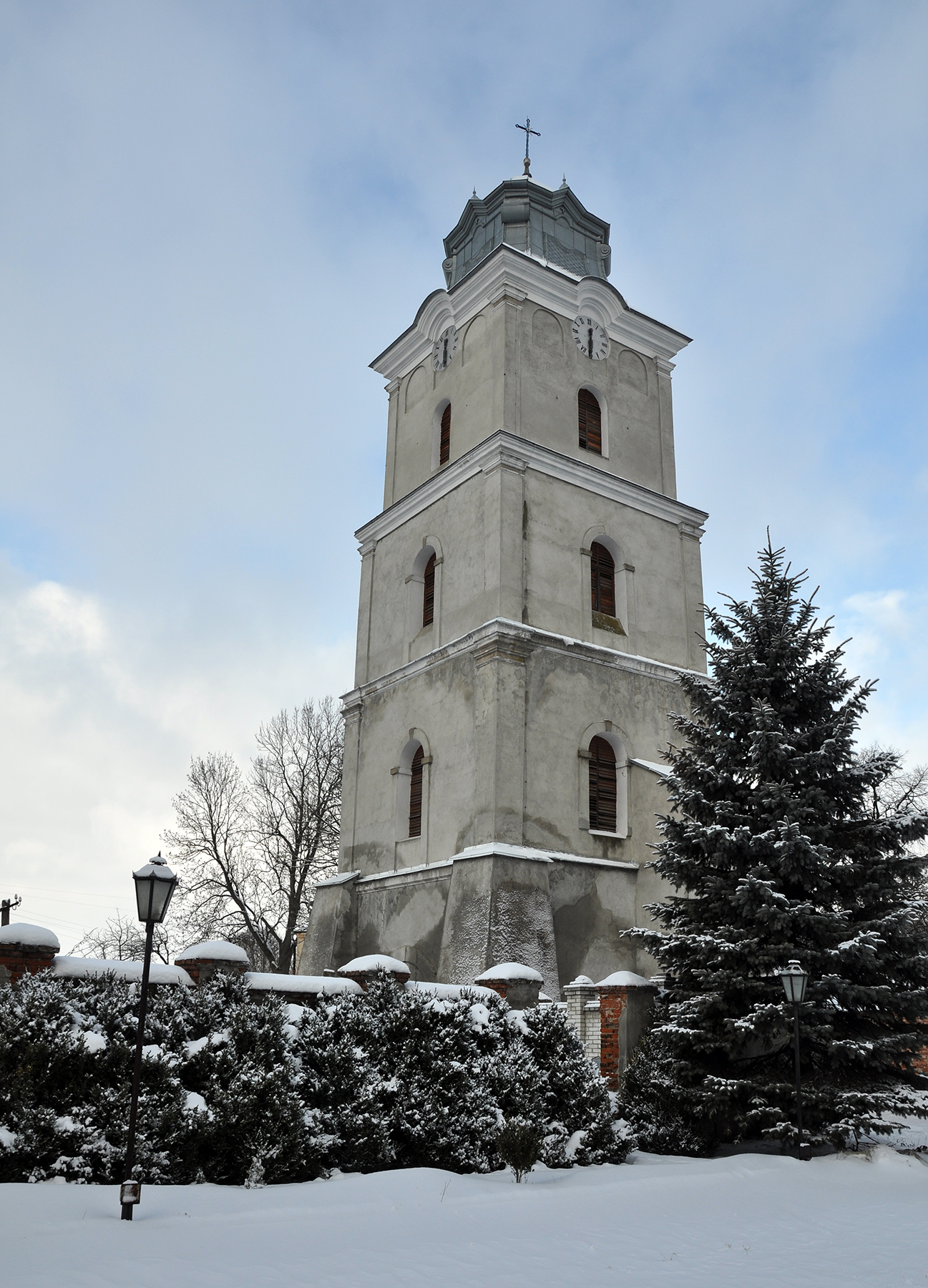
Дзвіниця
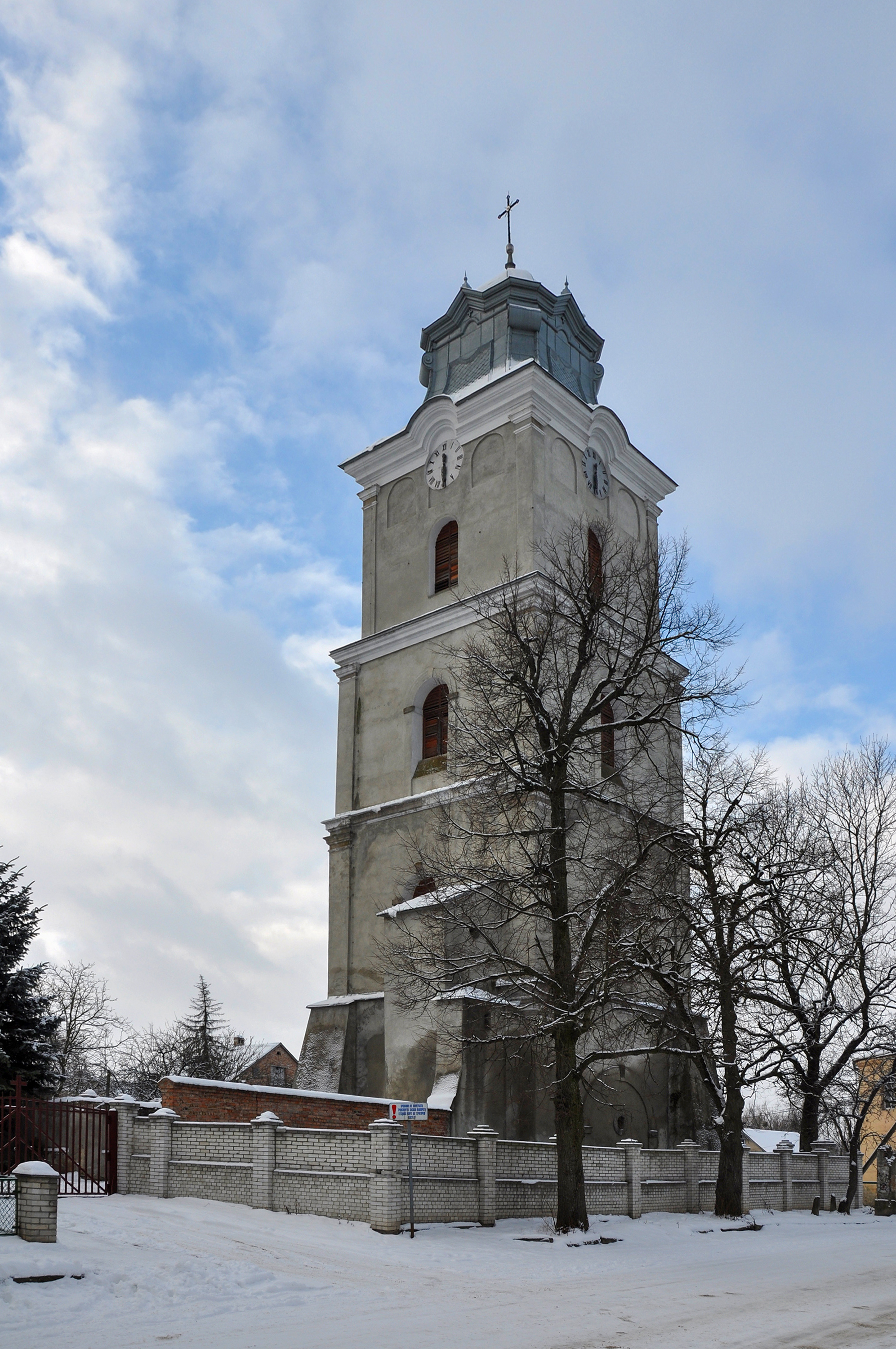
Дзвіниця
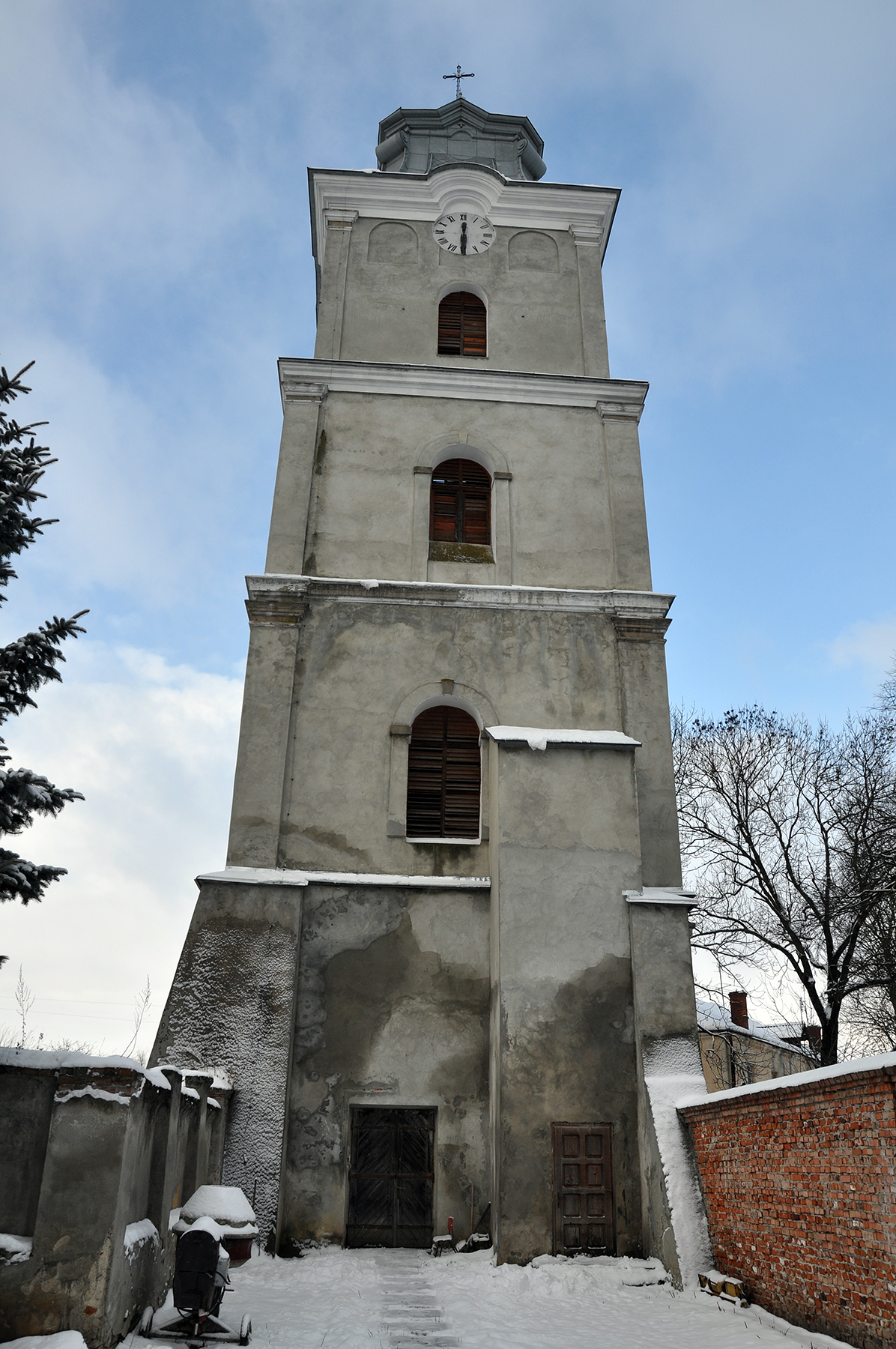
Дзвіниця